# Николаевич, Алексей Николаевич
Алексей Николаевич Николаевич — советский военный, государственный и политический деятель, генерал-лейтенант.

## Биография
Родился в 1904 году в местечке Островно. Член КПСС с 1931 года.
С 1919 года — на военной службе, общественной и политической работе. В 1919—1963 гг. — председатель Островненского волостного комитета комсомола, красноармеец, работник Витебского губвоенкомата, командир артиллерийских соединений в Рабоче-Крестьянской Красной Армии, участник присоединения Западной Белоруссии, участник Великой Отечественной войны, командир артиллерийского полка, заместитель начальника артиллерии 52-й армии, помощник командующего 52-й армии по тылу, начальник тыла военного округа, заместитель главного интенданта Министерства обороны СССР, заместитель начальника Военной Академии имени Фрунзе.